# Ікосіани
Ікосіани — некомутативна алгебрична структура, яку 1856 року виявив ірландський математик Вільям Ровен Гамільтон. У сучасній термінології він знайшов задання групи обертань ікосаедра за допомогою генераторів та зв'язків.
Відкриття Гамільтона виникло з його спроб знайти алгебру «трійок» (3-кортежів), які, як він вірив, відбиватимуть осі координат. Ікосіани можна ототожнити з переміщеннями по вершинах додекаедра. Робота Гамільтона в цій галузі опосередковано призвела до гамільтонових циклів і гамільтонових шляхів у теорії графів. Для ілюстрування та популяризації свого відкриття він також винайшов гру «Ікосіан».

## Неформальне визначення

Стереографічна проєкція додекаедра, яку Гамільтон використав для гри «Ікосіан»

Алгебра ґрунтується на трьох символах, які є коренями з одиниці, так що послідовне застосування будь-якого з них через кілька кроків приводить до одиниці. Це:
{\displaystyle {\begin{aligned}\iota ^{2}&=1,\\\kappa ^{3}&=1,\\\lambda ^{5}&=1.\end{aligned}}}
Гамільтон також дав інший зв'язок між символами:
{\displaystyle \lambda =\iota \kappa .}
(В сучасних термінах це (2,3,5) група трикутника.)
Операція асоціативна, але не комутативна. Вона утворює групу 60-го порядку, ізоморфну групі обертань правильного ікосаедра або додекаедра, а тому знакозмінної групи п'ятого степеня.
Хоча алгебра існує як цілком абстрактна побудова, її можна наочно подати в термінах операцій із вершинами додекаедра. Гамільтон сам використав плоске подання додекаедра як основу гри.
Уявімо жука, що повзе вздовж певного ребра додекаедра (з позначеними вершинами) у певному напрямку, скажімо, від {\displaystyle B} до {\displaystyle C} . Ми можемо подати це як орієнтовану дугу {\displaystyle BC}.

Геометричне подання операції для ікосіанів

- Ікосіан {\displaystyle \iota } прирівнюється до зміни напрямку будь-якого ребра, так що жук буде повзти від {\displaystyle C} до {\displaystyle B} (в напрямку дуги {\displaystyle CB}).

- Ікосіан {\displaystyle \kappa } прирівнюється до обертання поточного напрямку жука проти годинникової стрілки навколо кінцевої вершини. У прикладі це означає зміна поточного напрями {\displaystyle BC} на {\displaystyle DC} .

- Ікосіан {\displaystyle \lambda } прирівнюється до правого повороту в кінцевій точці, тобто переході від {\displaystyle BC} до {\displaystyle CD}.

## Спадщина
Ікосіани є одним із найраніших прикладів багатьох математичних ідей, зокрема:
- подання та вивчення груп за допомогою генераторів та зв'язків;
- групи трикутника, пізніше узагальненої групи Коксетера;
- візуалізації групи за допомогою графа, що привела до комбінаторної теорії груп, а пізніше — до геометричної теорії груп;
- гамільтонових циклів та шляхів у теорії графів[3];
- dessin d'enfant[en][4][5].